# Communauté de communes du val des Usses
La communauté de communes du val des Usses est une ancienne communauté de communes française du département de la Haute-Savoie.
Elle est remplacée le 1er janvier 2017 par la communauté de communes Usses et Rhône, fusion des communautés de communes du pays de Seyssel, du val des Usses et de la Semine.

## Composition
La communauté de communes groupe huit communes.
| Nom              | Code Insee | Gentilé     | Superficie (km2) | Population (dernière pop. légale) | Densité (hab./km2) |
| ---------------- | ---------- | ----------- | ---------------- | --------------------------------- | ------------------ |
| Frangy (siège)   | 74131      | Frangypans  | 9,69             | 2 070 (2014)                      | 214                |
| Chaumont         | 74065      | Chaumontois | 12,38            | 448 (2014)                        | 36                 |
| Chavannaz        | 74066      | Chavannois  | 3,17             | 208 (2014)                        | 66                 |
| Chilly           | 74075      | Chylliens   | 18,58            | 1 206 (2014)                      | 65                 |
| Contamine-Sarzin | 74086      | Contaminois | 6,86             | 669 (2014)                        | 98                 |
| Marlioz          | 74168      | Marlioziens | 8,12             | 843 (2014)                        | 104                |
| Minzier          | 74184      | Minziérois  | 8,79             | 947 (2014)                        | 108                |
| Musièges         | 74195      | Musiègeois  | 2,98             | 377 (2014)                        | 127                |

## Administration

### Siège de la communauté de communes
Frangy

## Pour approfondir